# Guerra vàndala (422)
La guerra vàndala de l'any 422 va ser un conflicte bèl·lic ocorregut a l'Imperi Romà d'Occident. Va enfrontar als vàndals i alans assentats a Hispània contra un exèrcit imperial dirigit per Castí i reforçat amb tropes visigodes.

## Antecedents
La campanya desenvolupada entre els anys 416 i 418 pels visigots a Hispània sota ordres del govern imperial havia permès a aquest recuperar el control de les províncies de Bètica, Lusitània i Cartaginense i deixar a les restes dels invasors arraconats a la de Gallaecia. Els diferents grups que havien entrat a la península el 409 (vàndals asdings, vàndals silings, alans d'Addac, alans de Respendial i sueus) van quedar reduïts a dos: els sueus i els vàndals asdings, aquests últims molt més poderosos que abans en unir-se'ls les restes de silings i alans derrotats en la citada campanya de recuperació d'Hispània. En 419, els vàndals van elevar a emperador a Màxim d'Hispània i van atacar als sueus amb la finalitat d'augmentar el seu territori el que va portar l'Imperi occidental a enviar un exèrcit al comandament d'Asteri que els va derrotar i va poder capturar a Màxim. Els romans van cometre, llavors, l'error de donar-se per satisfets amb aquest resultat i no van perseguir els vàndals que van poder fugir a la Bètica on van quedar instal·lats el 420. Dos anys després, en 422, i després d'acabar amb una incursió dels francs en el mitjà Rin, l'Imperi va decidir enviar un exèrcit per acabar amb els vàndals i recuperar la província.

## Desenvolupament

### Preparació de la campanya
Castí havia retornat a Ravenna amb l'exèrcit després d'aconseguir expulsar als francs, però, mentre arribava, va morir Constanci III coemperador amb Honori i home fort de l'Imperi occidental. Després de la seva mort es va desencadenar una guerra de poder dins del govern en què la seva viuda va intentar imposar a Bonifaci com a cap de l'exèrcit en detriment de Castí, qui havia estat un seguidor de Constanci III. Castí, no obstant això, acabava de derrotar els francs i va haver de tenir més suports al govern pel que va ser designat magister militum i se li va donar el comandament de la campanya contra els vàndals. Bonifaci va ser assignat com el seu ajudant o subordinat, però van sorgir dissensions entre ells que van portar al fet que aquest abandonés Ravenna i es traslladés a Àfrica.
Per realitzar la campanya es va utilitzar el principal grup de l'exèrcit, el situat a Itàlia i per reforçar-lo es van requerir unitats als visigots instal·lats a Aquitània que, en virtut del tractat d'assentament, estaven obligats a proporcionar-les quan l'Imperi les necessités. Es van unir tots dos contingents de camí a Hispània i junts es van dirigir per terra cap a la Bètica formant un nombrós exèrcit capaç de fer front als 15.000 efectius que sumaven els vàndals i els alans.

### Enfrontament contra els vàndals
No hi ha constància de a quin lloc de la Bètica es van enfrontar ambdós exèrcits. Les tropes romanes van tenir èxit a la primera batalla i van aconseguir vèncer, encara que no completament, els vàndals i alans que es van retirar perseguits pels romans els qui, finalment, van poder envoltar-los i tenir-los a la seva mercè. L'exèrcit imperial va mantenir el setge sense atacar en espera que la manca de subministraments fes que els vàndals i alans es rendissin. Aquests, per part seva, eren conscients que no podien esperar cap pietat perquè era la tercera ocasió en què l'Imperi emprenia una campanya per doblegar-los i ara tenia la intenció d'eliminar-los d'una vegada per totes.
Va sorgir, doncs, una divisió d'opinions dins del comandament imperial. Castí era partidari d'atacar els assetjats sense esperar que aquests es rendissin, cosa que era un canvi en l'estratègia habitual que havia seguit l'exèrcit romà des d'Estilicó enfront de grans exèrcits bàrbars consistent a usar tàctiques fabianes per salvaguardar les tropes romanes com fos possible. Sembla que Castí volia obtenir una gran victòria que l'ajudés en la lluita de poder que havia sorgit dins del govern imperial després de la mort de Constanci III i convertir-se, així, en el nou governant de facto. El contingent visigot no hi va estar d'acord perquè no volia patir baixes per les lluites internes dels romans i van decidir abandonar Castí i retornar a Aquitània.
Tot i la falta de tropes visigodes, Castí no va canviar d'opinió i va atacar els vàndals i els alans sense esperar la seva rendició. Aquests van lluitar amb la força de la desesperació i van aconseguir derrotar els romans d'una manera tal que van aniquilar la major part del seu exèrcit. La Chronica Gallica indica que les baixes patides per l'exèrcit imperial van ser de gairebé 20.000 homes. Castí va poder salvar-se del desastre i amb les tropes supervivents va fugir a Tarraco.

## Conseqüències i esdeveniments posteriors
Si la informació que proporcionen les fonts és correcta, la xifra de baixes patida per l'exèrcit romà convertiria aquesta campanya en la pitjor derrota des de la batalla d'Adrianòpolis. La possibilitat d'un contraatac romà va quedar avortada quan l'any següent va morir l'emperador Honori sense successor i se'n va desencadenar una de nova guerra civil. Els vàndals i alans van quedar fermament instal·lats a la Bètica des d'on, sense oposició militar significativa, van llançar incursions sobre les Illes Balears i Mauritània el 425. El següent 426, van prendre el port de Cartagena i van saquejar la ciutat d'Hispalis. Tres anys després, en 429, van travessar l'estret de Gibraltar i van iniciar una nova guerra contra l'Imperi que els acabaria donant el control de la diòcesi d'Àfrica el que seria determinant per a la desaparició final d'aquest.